# بكسل إكسبيرينس
بكسل إكسبيرينس (بالإنجليزية: PixelExperience)‏ هي توزيعة أندرويد مفتوحة المصدر تهدف لتوفير نظام تشغيل مشابه لهواتف جوجل بكسل.

## وصلات خارجية
الموقع الرسمي